# Maria Jürgensson
Maria Jürgensson, död 1746, var en svensk företagare. 
Maria Jürgensson var dotter till Matthias Assmundsson (d. 1706) och Brita Hansdotter Assmund (d. 1737), och gifte sig med Jacob Jürgensson. Hon blev mor till Maria Justina Wetterling (1713-1773) och Anna Elisabeth Georgina Jürgensson.  Hennes make gjorde 1699 den dittills största konkursen i Göteborgs historia och gjordes därför arvlös av hennes föräldrar.  
Vid hennes fars död övertog modern hans handelshus, och vid moderns död 1737 ärvdes det av Maria Jürgensson.  Hon skötte handelshuset fram till sin död nio år senare.  Hon överlämnade vid sin död handelshuset till sin svärson Daniel Wetterling (1702-1760), och den blev då Wetterlings handelshus, en välkänd firma i Göteborgs handelshistoria.  
Efter hans död 1760 övertogs den av Maria Jürgenssons dotter, Maria Justina Wetterling, som skötte den till sin egen död tretton år senare, och därefter lämnade den i arv till sina tre ogifta döttrar, Anna Elisabeth Wetterling (1745-?), Ewa Maria Wetterling (1746-1787) och Britta Charlotta Wetterling (1749-1776). 